# Hui Ka Yan
Hui Ka Yan (许家印S o Xu Jiayin in cinese mandarino; Taikang County, 9 ottobre 1958) è un imprenditore cinese, miliardario, fondatore, proprietario e CEO di Evergrande Group,  uno sviluppatore immobiliare cinese.
Hui è il maggiore azionista di China Evergrande Group, detenendo quasi il 60% delle azioni a dicembre 2021. Nel 2017, Evergrande Real Estate Group ha realizzato un fatturato di 450 miliardi di RMB (69,5 miliardi di dollari USA). La società con sede a Guangzhou è stata il più grande sviluppatore immobiliare cinese nel 2016, in base al volume delle vendite; le entrate sono state di 211,4 miliardi di yuan (31,8 miliardi di dollari).
A dicembre 2021, Xu ha un patrimonio netto stimato di 6,2 miliardi di dollari, rendendolo la 462a persona più ricca del mondo, secondo il Bloomberg Billionaires Index, in calo rispetto a un picco di 45,3 miliardi di dollari  nel 2017.

## Biografia
Xu Jiayin è nato da una famiglia rurale nel villaggio di Jutaigang, Taikang County, Henan, nell'ottobre 1958. Suo padre era un soldato in pensione che ha partecipato alla seconda guerra sino-giapponese negli anni 1930 e 1940.  Dopo l'istituzione dello Stato comunista è diventato un magazziniere nel suo villaggio natale. La madre morì quando Xu aveva 8 mesi. Fu allevato dalla nonna paterna.  Dopo il liceo lavorò in una fabbrica di cemento per alcuni giorni e poi per due anni a casa. Era il leader del team di produzione. Dopo aver ripreso l'esame di ammissione al college nel 1978, Xu fu accettato al Wuhan Institute of Iron and Steel (ora Wuhan University of Science and Technology) con il compito di commissario responsabile dell'igiene nella sua classe.
Dopo l'università nel 1982, Xu è stato assegnato al reparto di trattamento termico della Wuyang Iron and Steel Company (cinese: 舞阳钢铁公司), dove è stato promosso a direttore associato nel 1983 e direttore nel 1985.  Xu è stato direttore per sette anni. Dopo le sue dimissioni nel 1992, si trasferì a Shenzhen, la zona economica speciale appena fondata nella provincia del Guangdong nel sud-est della Cina. Fu accettato da una società commerciale chiamata "Zhongda" (cinese: 中达).  Un anno dopo divenne presidente della sua filiale chiamata "Quanda" (cinese: 全达). Il 1º ottobre 1994, Xu si trasferì a Guangzhou, capitale della provincia del Guangdong, per fondare la Guangzhou Pengda Industrial Co., Ltd. (cinese: 广州鹏达实业有限公司). 

### Gruppo Evergrande
Nel maggio 1996, Xu Jiayin lasciò il gruppo Zhongda. Nel marzo 1997 ha fondato il Gruppo Evergrande e ne è stato presidente del consiglio.  Xu è il proprietario della squadra di calcio Guangzhou Evergrande, una delle squadre di calcio cinesi di maggior successo nel 2016. Nel 2019, Xu ha annunciato un investimento triennale in auto elettriche per un valore di circa 6,4 miliardi di dollari.
Al culmine del 2017, si pensava che la sua fortuna fosse di  45,3 miliardi di dollari e nel 2020 Forbes ha elencato Xu al terzo posto nell'elenco dei miliardari cinesi più ricchi. Tuttavia, dal 2017 al 2020 si stima che la sua ricchezza sia scesa di oltre 20 miliardi di dollari a 21,8 miliardi di dollari a causa dell'aumento dei debiti, che è stato esacerbato dalla pandemia di coronavirus.  La Hurun China Rich List dell'ottobre 2021 stimava ancora che la sua fortuna personale fosse di circa  11,3 miliardi di dollari nell'autunno 2021.  Tuttavia, secondo il Bloomberg Billionaires Index, il suo patrimonio netto era sceso a 6,2 miliardi di dollari entro il 13 dicembre 2021, avendo perso quell'anno più di 17 miliardi di dollari e avendo venduto beni personali per far fronte alla grave crisi di liquidità di Evergrande.